# Nkong-Zem
Pour les articles homonymes, voir Nkong et Zem.
Nkong-Zem est une commune du Cameroun située dans la région de l'Ouest et le département de la Menoua. Elle recouvre le territoire de l'arrondissement de Nkong-Ni.

## Géographie
La commune est limitrophe de quatre communes du département de la Ménoua, Dschang, Penka-Michel, Fongo-Tongo et Fokoué. La commune s'étend du Mont Meleta (2740 m) dans le massif des monts Bamboutos au nord, jusqu'aux rives de la rivière Tsenlawouo au sud.
| Fongo-Tongo | Wabane    | Batcham      |
| Dschang     | Nkong-Zem | Penka-Michel |
|             | Fokoué    | Penka-Michel |

## Histoire
La commune est créée en 1996.

## Population
Lors du recensement de 2005, la commune comptait 53 367 habitants.

## Chefferies traditionnelles
L'arrondissement de Nkong-Zem compte une chefferie 1er degré et une chefferie de 2e degré et 37 chefferies de 3e degré.
- Chefferie Bafou, 1er degré
- Chefferie Baleveng, 2e degré

## Structure administrative de la commune
Outre Nkong-Zem proprement dit, la commune comprend les villages suivants  :
- Aghong
- Bafou
- Baghonto
- Baleng
- Balepia
- Balepouo
- Balethet
- Baleveng
- Bamelieu
- Bandza
- Bassessa Fotsa
- Batsingla
- Bawouwoua
- Djiomock (Melekouet)
- Femock
- Fokamezo
- Keleng
- Leffe
- Lepoh
- Loung
- Mbou
- Mekouh
- Mellia
- Meloung
- Mezet
- Ndoh-Djuttitsa
- Nkoho
- Nkong-Zem Village
- Ntsingbeu
- Nzemeto
- Nzemla
- Nzingla Teki
- Nzingla Yaguem
- Sankia
- Suefeng
- Talle
- Tchoutsi
- Touleveng
- Zem Baleveng
- Ziefeng

## Économie
La plantation de thé de Djuttitsa de la Cameroon Tea Estates (CTE), est située au nord de la commune à 1800 m d'altitude, sur un sol volcanique, avec un climat tempéré, elle s'étend sur 1660 ha depuis sa création après 1977.